# Virginia Biddle
Virginia Biddle (Topeka, Kansas; 17 de diciembre de 1910-Old Saybrook, Connecticut; 21 de febrero de 2003) fue una intérprete de teatro de revista y showgirl estadounidense, intérprete regular en los famosos espectáculos de Florenz Ziegfeld, las Ziegfeld Follies hasta 1931.

## Vida
Prometedora corista en Broadway y modelo del fotógrafo Alfred Cheney Johnston, en julio de 1931 Biddle sufrió quemaduras en pies y tobillos en la explosión accidental del yate del millonario Harry Richman, el Chavalmar II. Su amiga y miembro del reparto en las Follies of 1931, Helen Walsh, también a bordo, murió. Aunque aun actuó en la función benéfica de las Follies en memoria de Walsh y en Hot-Cha! con Lupe Vélez y Buddy Rogers, Biddle terminó su carrera sobre el escenario tras el accidente, y sus lesiones también la obligaron a abandonar la danza. Demandó a Richman por 50 000 dólares por daños pero solo recibió 50.
Biddle luego se casó dos veces, con Robert Paul Neidig con quien tuvo tres hijos, y después con William Bulkley a quien sobrevivió, y se forjó una carrera como agente inmobiliaria en Old Saybrook, Connecticut. En 2003, fue gravemente herida en un accidente automovilístico y murió poco después.

## Actuaciones
- Hot-Cha! (1932)
- Ziegfeld Follies of 1931 (1931)
- Smiles (1930–1931), con Fred y Adele Astaire
- Rio Rita (1927–1928)